# Lamborghini Marzal
Lamborghini Marzal – prototypowy sportowy coupe firmy Lamborghini z miejscami w układzie 2+2. Pierwszy raz został zaprezentowany w marcu 1967 w Genewie.
W 1966 i 1967 Lamborghini było reprezentowane na rynku głównie przez model Miura P400. Na rynku znajdował się również 400 GT 2+2, czyli sportowy samochód dla dwoje dorosłych i dwoje dzieci. W ofercie producenta z Sant’ Agatha brakowało pojazdu o 4 pełnowymiarowych miejscach. Zaprojektowanie nadwozia zlecono firmie Bertone, a pracami kierował Marcello Gandini – projektant Miury. Gotową maszynę pokazano w Genewie w 1967.
Marzal, podobnie jak Miura, zrobił furorę. Najbardziej charakterystycznym jego elementem były unoszone do góry drzwi typu „skrzydło mewy” oraz szklany dach. Marzal posiadał samonośne nadwozie ze stali. Wewnątrz znajdowały się 4 pełnowymiarowe miejsca, dzięki dużym drzwiom do każdego z nich był łatwy dostęp.
Marzal był napędzany ułożonym poprzecznie za tylną osią silnikiem R6 o pojemności 1997³, z której uzyskiwał moc 126,5 kW (172 KM). Nie była to nowa konstrukcja, to po prostu pół silnika z Miury. Z przodu pojazdu znajduje się 310-litrowy bagażnik.
Marzal nie trafił do sprzedaży; powstał tylko jeden prototyp. Był zbyt nowatorski jak na swoje czasy, a zarząd Lamborghini nie był pozytywnie nastawiony do projektu. Marzal został zastąpiony przez bardziej udaną Espadę.
Samochód wziął udział np. w weekendzie wyścigowym GP Monako w 1967 r., kiedy to podczas rundy honorowej prowadził go nawet sam książę Rainier III, a w środku siedziała także księżniczka Grace. Po 51 latach od poprzedniej przejażdżki w Monako, Marzal ponownie znalazł się na drogach księstwa. W 2018 r. był bowiem jedną z gwiazd 3-dniowego wydarzenia dla historycznych samochodów pod nazwą Grand Prix de Monaco Historique.

## Dane techniczne

### Silnik
- R6 2,0 l (1965 cm³), 2 zawory na cylinder, DOHC
- Układ zasilania: trzy gaźniki Weber 40 DCOE
- Średnica cylindra × skok tłoka: 82,00 × 62,00 mm
- Stopień sprężania: 9,2:1
- Moc maksymalna: 177 KM (131 kW) przy 6800 obr./min
- Maksymalny moment obrotowy: 179 N·m przy 4600 obr./min

### Osiągi
- Przyspieszenie 0-80 km/h: 9,4 s[1]
- Prędkość maksymalna: 190 km/h
- Współczynnik oporu powietrza: 0.40[1]